# Asturias (Cebu)
Asturias (Bayan ng Asturias) är en kommun i Filippinerna. Kommunen tillhör provinsen Cebu och ligger på ön med samma namn. Folkmängden uppgår till 38 961 invånare.

## Barangayer
Asturias är indelat i 27 barangayer.
| - Agtugop - Bago - Bairan - Banban aues4z9i6l.cr0;g - Baye - Bog-o - Kaluangan - Lanao - Langub - Looc Norte - Lunas - Magcalape - Manguiao | - New Bago - Owak - Poblacion - Saksak - San Isidro - San Roque - Santa Lucia - Santa Rita - Tag-amakan - Tagbubonga - Tubigagmanok - Tubod - Ubogon |